# Pont gaulois dit de Sainte-Catherine
Le pont gaulois de Sainte-Catherine est situé entre les communes de Plounévézel (Finistère), au lieu-dit Kergonan, et Treffrin (Côtes-d'Armor), en région Bretagne. Il s'agit d'un ouvrage primitif situé sur l'ancienne voie romaine reliant Carhaix à Lannion.

## Histoire
L'origine du pont remonte tant à l'époque gauloise, IIIe siècle, qu'au Haut Moyen Âge, VIIe siècle. Il a fait l'objet d'un classement au titre des Monuments historiques le 22 juin 1964.

## Description
Constitué de trois arches de portées inégales et de quatre éperons, le pont a été construit en pierres sèches de schiste gris-bleu. Les arches en encorbellement sont surmontées d'une dalle plate servant de tablier. La longueur totale du pont est d'environ soixante mètres.